# Ramzi Aburedwan
Ramzi Aburedwan, né en 1979 à Bethléem,, est un compositeur, arrangeur, éducateur palestinien ; et joueur d'alto et de buzuq. Il est le chef d'orchestre de l'Ensemble Dal'Ouna et de l'Ensemble national palestinien de musique arabe. Il a fondé le centre de musique al Kamandjâti et a collaboré avec plusieurs musiciens de renommée internationale. Il a d'abord étudié au Conservatoire national de Musique Edward Said puis au Conservatoire régional d'Angers (France). Plusieurs documentaires ont été réalisés sur sa vie, dont Its Not a Gun (2005) et Just Play (2012). Il est le sujet principal du livre Children of the Stone: The Power of Music in a Hard Land de Sandy Tolan (2015).

## Biographie

### Enfance et études
Ramzi a été exposé à la violence de l’occupation israélienne en tant qu’enfant ayant grandi dans le camp de réfugié d’Al Am'ari à Ramallah en Palestine, surtout durant la première intifada. Il a aussi fait l’expérience de la pauvreté et du manque d’accès à beaucoup de choses dont l’éducation musicale. Cependant, en 1997, il eut la chance d’obtenir une invitation à étudier au conservatoire national de musique Edward Said, créé quelques années auparavant.
Ramzi a par la suite reçu une bourse pour étudier à Angers en France où il a terminé ses études avec les honneurs. Ses efforts artistiques sont ancrés dans les énormes difficultés mais aussi dans les joies et les voyages musicaux dont il a fait l’expérience dans les différents endroits où il a vécu. La rencontre avec la musique a changé le cours de sa vie. À partir de là, son objectif et sa mission de toute une vie ont combiné une carrière en tant que musicien et artiste professionnel, en tandem avec le développement de l’éducation musicale et de la vie culturelle en Palestine. Ramzi est le fondateur, compositeur, directeur musical et esprit moteur de plusieurs ensembles musicaux qui ont largement tourné en Palestine et qui ont été internationalement acclamés par la critique.

## Les différents projets de Ramzi Aburedwan

### L’association Al Kamandjati
Alors qu'il était encore étudiant en France, Ramzi a fondé l’association Al Kamandjâti en 2002, une organisation à but non lucratif qui gère aujourd'hui un conservatoire à plusieurs branches en Cisjordanie et au Liban. Dans les camps de réfugiés palestiniens de Jénine, Deir Ghassaneh, Kalandia et Jalazone, en Cisjordanie mais aussi de Chatila et de Bourj el-Barajneh à Beyrouth, l'école de musique de l'association Al Kamandjâti forme des apprentis interprètes. Plus de 150 élèves s'inscrivent chaque année aux cours de théorie de la musique et d’apprentissage d'un ou plusieurs instruments. L'association fournit instruments, pupitres et partitions. Les cours sont assurés par des musiciens étrangers comme ceux de l'Orchestre arabo-andalou d'Anjou, de l'Orchestre de chambre de Paris ou le chef Diego Masson qui encadrent les jeunes bénévolement. Des concerts sont organisés en Cisjordanie mais parfois aussi en Israël, souvent annulés en raison des conflits,. Elle met en place des programmes d'introduction à la musique dans les écoles palestiniennes, organise des événements et des festivals, et développe des orchestres et des ensembles locaux. 
Dans le cadre de la direction d’Al Kamandjâti, Ramzi est également le fondateur, producteur et co-directeur de plusieurs festivals de musique annuels en Palestine, dont le Musical Journey for Spiritual and Traditional Music Festival qui a démarré en 2016, le Baroque Festival (2005 -2015) et le Music Days Festival (2006-2015). 
Ramzi et Al Kamandjâti ont été les lauréats du Prix Prince Claus pour la Culture et le Développement en 2006, du Prix Takreem pour l'Excellence Culturelle dans le Monde Arabe en 2015 et du Prix Impact de la Fondation Stars en 2016, récompensant les organisations dirigées localement avec brio améliorant la vie des enfants et des jeunes. L'histoire de la vie de Ramzi et d’Al Kamandjâti ont fait l'objet de plusieurs documentaires (It's Not a Gun en 2005; L'archet de la Paix et Just Play en 2012), d’une pièce de théâtre (Al Kamandjâti Show en 2008) et d’un livre (Children of the Stone: the Power of Music in a Hard Land de Sandy Tolan, sorti en anglais chez Bloomsbury Press en 2015 et paru en français aux éditions Riveneuve en 2020).

### L’Ensemble national de Palestine pour la musique arabe
L’Ensemble national de Palestine pour la musique arabe (PNEAM) a quant à lui été fondé en 2010 par Ramzi Aburedwan. Il évoque l’héritage de la musique classique arabe en Palestine, qui a été décimé en 1948 quand les membres fondateurs de l’ensemble de musique classique arabe du système de radiodiffusion en Palestine (PBS) Huna-al-Quds ont été contraints à l’exil. Il combine les genres historiques comme le samiat et le muashshahat avec des classiques du répertoire arabe du XXe siècle (musique tarab) aux côtés des œuvres de compositeurs palestiniens et de celles écrites spécifiquement pour l’orchestre. L’ensemble a enregistré deux albums, Muashshatun en 2012, Merveilles du Monde Arabe en 2018 et a tourné en Europe, dans le Golfe et en Palestine.

### L’ensemble Dal’ouna
Le nom de l’ensemble Dal’Ouna a été choisi d’après un style de chanson interprété en Palestine, au Liban et en Syrie ainsi que pour représenter les valeurs communes de synchronicité, de travail collaboratif et d’entraide. L’ensemble présente un genre instrumental et poétique basé sur des traditions allant de l’Égypte à l’Afrique du nord en passant par le Moyen-Orient, ainsi que des compositions originales, rehaussées d’improvisations jazzy, d’allusions à d’autres traditions du monde et d’un sens profond de lyrisme bluesy. Le troisième album de Dal’Ouna présentant des compositions de Ramzi (Reflections of Palestine, World Music Network 2012) a gagné en 2012 le prix du meilleur projet acoustique indépendant (IAP) dans la catégorie musiques du monde. L'ensemble est actuellement en résidence avec la ville de Stains - ville jumelée avec le camp de réfugiés Al-Amari en Palestine où Ramzi a grandi, afin de développer son nouveau répertoire "Natouf" et de partager sa musique et son histoire.

### L’ensemble Al Manara
L’ensemble Al Manara a été construit à partir de la collaboration et du dialogue musical entre Ramzi et le pianiste belge Eloi Baudimont. Il met en avant les compositions de Ramzi, les poèmes du bien- aimé Mahmoud Darwish, ainsi qu’un mélange est-ouest de mélodies palestiniennes, de polyphonies d’Europe, d’instruments arabes et européens, sans oublier une foule d’influences historiques et contemporaines qui ont conduit Ramzi à examiner les nombreuses possibilités encore inexplorées de son instrument le bouzouq. L’album est sorti sous le nom de l’ensemble en 2013.

### Le Jérusalem Soufi Ensemble
Le Jérusalem Soufi Ensemble créé en 2014 est consacré à la musique soufie sacrée ainsi qu’au renouveau des traditions de musiques soufies à Jérusalem, autrefois un centre important du soufisme. ll travaille et expose un large éventail du répertoire classique et traditionnel arabe et palestinien, ainsi que des compositions originales inspirées du riche héritage de la poésie mystique de la Perse à la péninsule arabique, de Baghdad à l’Andalousie, à travers le haut raffinement d’une langue riche en métaphores. Il présente le talent vocal des muezzins basés en Palestine mis en valeur par des arrangements pour bouzouk, kanoun, ney, percussions et contrebasse. Ce centre a décliné en tant que tel au cours du XXe siècle: la modernisation et la sécularisation, la propagation de nouvelles tendances musulmanes et la dispersion de nombreuses communautés rurales palestiniennes pendant la guerre de 1948, ont toutes poussé les pratiques soufies en marge de la société palestinienne. L'ensemble présente les talents vocaux de muezzins basés en Palestine ainsi que des fusions instrumentales de traditions arabes et soufies.

### L'Orchestre Arabo-Andalou de l'Anjou
Dirigé par Ramzi Aburedwan, l’Orchestre arabo-andalou est constitué d’artistes de l’ensemble de l’Anjou, de tous âges, dans une dynamique intergénérationnelle et multiculturelle. Le travail de l’orchestre vise plusieurs objectifs : favoriser la connaissance de la culture de l’autre et promouvoir les échanges interculturels, créer une plateforme d’expression culturelle de la diversité pour les artistes de l’Anjou, créer des opportunités pour les membres de partager leur culture, valoriser leurs talents présents sur le territoire et favoriser leur ancrage. L’orchestre puise dans un vaste répertoire allant du Levant (Moyen-Orient) à l’Europe Orientale en passant par l’Afrique et l’Asie. C’est avant tout la composition des membres de l’orchestre qui constitue peu à peu le répertoire.

### Autres projets
Ramzi Aburedwan a contribué à d'autres projets dont la direction musicale, la composition ainsi que les arrangements pour les concerts d'ouverture du Festival des musiques sacrées de Fès au Maroc. « Un ciel plein d'étoiles » en 2016 a rassemblé plus de 80 musiciens du monde entier et a raconté l'histoire de femmes arabes qui avaient laissé leur empreinte dans l'histoire. « Spirit on the Water » en 2017 a exploré l'eau d'un point de vue à la fois spirituel et écologique et a présenté des solistes du monde entier accompagnés par un grand orchestre, ainsi qu’une exploration sonore aquatique allant des chants de baleines aux interprétations onomatopées de l'eau et des scènes sous-marines oniriques. « Savoirs ancestraux » en 2018 était une grande évocation poétique et musicale de la relation privilégiée qui existe dans la Cité entre architecture, artisanat, confréries et métiers. Des artistes prestigieux du Maroc, d'Espagne et du monde arabe ont mis en valeur l’aspect traditionnel et contemporain de ces métiers d’art. « Fès, mémoire du futur » en 2019 a abordé l’aspect miraculeux de la naissance de cette ville, l’enfance d’Idriss II peuplée de légendes et d’anecdotes sur son génie précoce qui le mènera à être proclamé Imam à l’âge de onze ans.« L'architecture et le sacré » en 2022 nous invite à voyager au travers des cinq grandes religions du monde avec une centaine d'artistes sur scène.
Deux grands spectacles ont également vu le jour à la Philharmonie de Paris sous la direction musicale de Ramzi: « Hommage aux grandes Divas », une célébration de la grande chanson arabe au féminin avec un hommage à Oum Kalsoum, Fairouz, Asmahan, Leila Mourad, Mayada Alhenawy, Warda al Djazaïra, et « Ma valise est mon pays », un hommage au grand poète Mahmoud Darwich avec plusieurs interprètes dont Kamilya Jubran, Rodolphe Burger et Rachida Brakni.
En 2020, le livre Children of the Stone: the Power of Music in a Hard Land est paru en français aux éditions Riveneuve sous le titre Le pouvoir de la musique. Une enfants entre pierres et violon en Palestine ainsi qu'en italien aux éditions Auditorium en 2021 sous le titre Il potere della musica. Figli delle pietre in una terra difficile. À travers cette œuvre remarquablement documentée, Sandy Tolan éclaire avec rigueur les trente dernières années de l’histoire de la Palestine. En contrepoint des discours habituels sur le conflit israélo-palestinien et des images dramatiques qui figent notre imaginaire, il rend compte de la vie quotidienne en Cisjordanie et retrace l’aventure de l’association franco-palestinienne Al Kamandjâti (le violoniste) et de son fondateur Ramzi Aburedwan, qui est régulièrement invité à présenter le livre en musique.

## Discographie
- Réflexions de la Palestine (2012)
- Marvels of the Arab world (Live) (2018)